# Hans Schwalbach

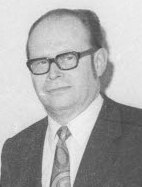
Hans Schwalbach (1971)

Hans Schwalbach (* 9. August 1919 in Leipzig; † 25. Januar 2012) war ein deutscher Gewerkschafter und Politiker (SPD).

## Leben
Schwalbach absolvierte nach der Mittleren Reife eine kaufmännische Lehre, die er im Jahr 1939 als Speditionskaufmann abschloss. Nach Ende des Zweiten Weltkriegs war er unter anderem bis 1947 als Dolmetscher tätig. In den Jahren 1945 bis 1948 war er ehrenamtlicher Vorsitzender des DGB-Kreises Lüneburg-Dannenberg. 1948 wurde er als Geschäftsführer der ÖTV Lüneburg hauptamtlicher Gewerkschafter. 1949 trat er der SPD bei. 1954 wurde er stellvertretender ÖTV-Bezirksvorsitzender für Schleswig-Holstein und Nordost-Niedersachsen.
Im Jahr 1971 wurde Schwalbach über die SPD-Landesliste in den Landtag Schleswig-Holsteins gewählt. 1974 nahm er an der 6. Bundesversammlung teil. 1975 zog er erneut in den Landtag ein und gehörte ihm bis Ablauf der Wahlperiode 1979 an. Er war Mitglied des Innenausschusses und Vorsitzender des Wirtschaftsausschusses.
Schwalbach war Aufsichtsratsmitglied der Nordwestdeutschen Kraftwerke und stand im Gegensatz zu seiner Partei, die 1976 einen Baustopp für das Kernkraftwerk Brokdorf forderte. In diesem Zusammenhang sprach er von „Maschinenstürmerei zu Lasten der arbeitenden Bevölkerung“. Im Jahr 1977 kritisierte er den Landesvorstand der SPD Schleswig-Holsteins, der sich in der Frage der Kernenergie gegen die Gewerkschaften und auf die Seite der Bürgerinitiativen gegen Atomkraft stelle, einschließlich deren „zerstörerische[n]“ Kräften.
Als Mitglied des Seniorenbeirats in Kiel befasste sich Schwalbach mit der Gewalt gegen ältere Menschen.
Schwalbach war verheiratet und hatte zwei Kinder.

## Auszeichnungen
- 1975: Bundesverdienstkreuz am Bande
- 1980: Bundesverdienstkreuz 1. Klasse
- 1983: Großes Verdienstkreuz der Bundesrepublik Deutschland
- 2010: Ehrenpreis des DGB[4]

## Schriften
- Einkommen, Vermögen, Reichtum. Verlagsanstalt Courier, Stuttgart 1967
- Wirtschaft, Macht, Gesellschaft in der Bundesrepublik Deutschland. Gemeinsam mit Manfred Hölzel. Verlagsanstalt Courier, Stuttgart 1971